# László Deme
László Deme, pseudonim Péter Kurdi (ur. 14 listopada 1921 w miejscowości Pécel, zm. 6 czerwca 2011 w Budapeszcie) – węgierski językoznawca i edukator, popularyzator języka węgierskiego. Zajmował się zagadnieniami związanymi z dialektologią, edukacją językową oraz praktyką językową.

## Życiorys
W 1944 r. ukończył studia z zakresu hungarystyki i anglistyki na Uniwersytecie Pétera Pázmánya. W 1956 r. został mianowany kandydatem językoznawstwa. W 1970 r. uzyskał doktorat. Wykładał na Uniwersytecie Pétera Pázmánya oraz na Uniwersytecie Segedyńskim. Był pracownikiem naukowym Węgierskiej Akademii Nauk. Jako profesor wizytujący przebywał na uczelniach w Bratysławie i w Finlandii. Działał na rzecz popularyzacji języka węgierskiego za pośrednictwem audycji radiowych.

## Wybrana twórczość
- A hangátvetés a magyarban (1943)
- A magyar nyelvjárások néhány kérdése (1953)
- Nyelvatlaszunk funkciója és további problémái (1956)
- Helyesírási rendszerünk logikája (1965)
- A nyelvről – felnőtteknek (1966)
- Az általános nyelvészet alapjai (1969)
- A beszéd és a nyelv (1976)
- Közéletiség – beszédmód – nyelvi műveltség (1978)
- Nyelvi és nyelvhasználati gondjainkról (1979)